# Formica californica
Formica californica är en myrart som först beskrevs av William Steel Creighton 1950.  Formica californica ingår i släktet Formica och familjen myror. Inga underarter finns listade i Catalogue of Life.